# Corrupção em Botsuana
Corrupção em Botsuana geralmente é considerada uma das mais baixas da África. No entanto, a corrupção não foi erradicada e ainda pode ser observada em vários setores governamentais e em diferentes formas. Apesar dos esforços para combatê-la, a corrupção em Botsuana começou a piorar. As formas mais comuns de corrupção são o nepotismo ou o clientelismo.

## Extensão
O Índice de Percepção da Corrupção de 2024 da Transparency International atribuiu a Botsuana uma pontuação de 57 em uma escala de 0 ("altamente corrupto") a 100 ("muito limpo"). Quando classificados por pontuação, Botsuana ficou na 43ª posição entre os 180 países do índice, no qual o país classificado em primeiro lugar é percebido como tendo o setor público mais honesto. Para comparação com as pontuações regionais, a média entre os países da África Subsaariana  foi 33. A pontuação mais alta na África Subsaariana foi 72 e a mais baixa foi 8. Botsuana empatou com Ruanda na terceira maior pontuação da África Subsaariana, atrás de Seicheles e Cabo Verde. Para comparação com as pontuações globais, a melhor pontuação foi 90 (1º lugar), a média global foi 43 e a pior pontuação foi 8 (180º lugar).
O Business Anti-Corruption Portal classificou Botsuana como moderada em relação ao nível de corrupção no país. O portal também afirmou que vários setores do governo, como o sistema judiciário, polícia, legislação, serviços públicos, administração tributária e aquisições públicas enfrentam riscos variados de corrupção.
No Relatório de Competitividade Global de 2019, Botsuana ficou na 113ª posição entre 141 países em desempenho do setor público e na 32ª posição em transparência. No relatório realizado entre 2011 e 2012, foi relatado que a corrupção em Botsuana era um dos fatores mais problemáticos para os negócios no país.
A corrupção teve um leve aumento nos últimos anos. Uma pesquisa realizada pela Transparency International e Afrobarômetro em 2015 revelou que 1% dos cidadãos de Botsuana haviam pago suborno nos últimos 12 meses para obter um serviço público, percentual que subiu para 7% em 2019.
A pesquisa também apontou que 39% dos residentes de Botsuana acreditam que funcionários da polícia estão envolvidos em corrupção, uma redução em relação aos 54% de 2015. Além disso, 39% acreditam que funcionários do governo estão envolvidos em corrupção, um aumento em relação aos 29% de 2015, e 28% acreditam que membros do parlamento estão envolvidos, um aumento em relação aos 28% de 2015.
Além disso, em 2019, 52% dos residentes de Botsuana afirmaram que a corrupção aumentou no país, 20% disseram que diminuiu, 17% afirmaram que permaneceu a mesma e 11% não responderam. Na pesquisa de 2015, 51% disseram que a corrupção aumentou, 24% afirmaram que diminuiu, 14% acreditavam que permaneceu a mesma e 11% não responderam.

### Formas de corrupção
A corrupção em Botswana é utilizada principalmente pela pequena elite estatal. São esses indivíduos que usaram seu poder para criar redes de patronagem e fizeram com que os interesses do setor público e do setor privado se misturassem. Combater esse tipo de corrupção é mais difícil. Ela está mais enraizada no governo estadual e nas indústrias privadas, e a pequena minoria que se beneficia dessa corrupção pode usar seu poder para garantir sua continuidade. Nepotismo e patronagem são os métodos preferidos dessa elite estatal.
Botswana também é vítima de corrupção menor e corrupção burocrática. No entanto, esse tipo de corrupção geralmente é raramente visto e é percebido como baixo. Em 2016, o Ministério da Educação e Desenvolvimento de Habilidades gastou 600 milhões de pula sem aprovação do Parlamento, colocando o setor educacional de Botswana em risco financeiro.

## Esforços anticorrupção
A corrupção em Botswana é investigada principalmente pela Diretoria de Corrupção e Crimes Econômicos (DCEC). É graças a essa diretoria que Botswana consegue manter um nível relativamente baixo de corrupção. Isso se deve às altas taxas de condenação que a Diretoria de Corrupção e Crimes Econômicos consegue alcançar. Para auxiliar no combate à corrupção, Botswana também é membro do Eastern and Southern Anti-Money Laundering Group.
Mokgweetsi Masisi, Presidente de Botswana de 2018 a 2024, também desempenhou um papel no combate à corrupção em seu país. Em uma conferência regional dedicada ao combate à corrupção no continente africano, Masisi fez um discurso como convidado de honra, no qual apelou para que os governos implementassem políticas de combate à corrupção. Essas políticas exigiriam mecanismos internos de contabilidade e auditoria, instituições anticorrupção fortes para fornecer supervisão, além do estado de direito e do devido processo legal. Masisi também explicou os vários métodos adotados por seu país para combater a corrupção, incluindo a criação de um tribunal especializado exclusivamente para crimes de corrupção e a implementação de diversas leis, como a Lei do Denunciante (Whistle Blower Act) e a Lei de Produtos e Instrumentos do Crime (Proceeds and Instruments of Crime Act).
No que diz respeito a outros marcos legais e leis aprovadas para combater a corrupção no país, a mais amplamente reconhecida é a Lei de Corrupção e Crimes Econômicos de 1994 (Corruption and Economic Crime Act). Essa lei criou a Diretoria de Corrupção e Crimes Econômicos (DCEC), que tem liderado os esforços anticorrupção em Botswana, e concedeu à diretoria seus poderes. A Lei de Corrupção e Crimes Econômicos também estabelece outras disposições, como a proibição da solicitação, recebimento e aceitação de pagamentos com o objetivo de manipular um funcionário público. Além disso, a lei inclui diversas proteções para denunciantes.